# Josep de Margarit i de Biure
Josep de Margarit i de Biure (la Bisbal d'Empordà, 10 de febrer de 1602 – castell de Sant Martí de Toques, 17 de juliol de 1685), marquès d'Aguilar, va ser governador de Catalunya i cap de les milícies de la Generalitat durant la Guerra dels Segadors.
Margarit és el primogènit del matrimoni contret entre Felip de Margarit, senyor del castell d’Empordà, i Beatriu de Biure i Cardona. Cursa estudis de Gramàtica a Girona fins als 14 o 15 anys, abans de traslladar-se a Barcelona. El 26 de juny de 1620 firma capítols matrimonials amb la seva cosina, Maria de Biure de Cardona-Rocabertí; gràcies a aquesta unió, augmenta ostensiblement el seu patrimoni. Des d’aquesta data, comença a avantposar el cognom Biure, en tractar-se d’un llinatge amb més prestigi. Vers aquestes dates, converteix la baronia de Vallespinosa en l’epicentre de la seva vida política i patrimonial, restant com a baró absentista del castell d’Empordà.

## Relació amb Dalmau III de Queralt
Malgrat ser senyors limítrofs, hi havia una bona sintonia entre Dalmau III de Queralt i Josep de Margarit Biure. La sintonia s'heretava dels seus avantpassats, atès que Rafael de Biure, sogre de Josep de Margarit, havia estat marmessor del testament de Pere de Queralt i d’Icart, pare de Dalmau.
En el registre de bateig de Lluís de Queralt i Codina (30 de juliol de 1623), Maria de Biure consta com a padrina del fill de Dalmau. Nou anys més tard, el comte de Santa Coloma dicta testa en el qual designa a Josep de Margarit com a «tutor, curador i administrador» dels seus fills i béns en cas de morir (1634).
Les posicions polítiques de Dalmau de Queralt i Josep de Margarit es distancien. Mentre que el comte de Santa Coloma propicia un acostament progressiu a la Corona Hispànica, el baró de Vallespinosa refusa qualsevol mena de col·laboració amb la monarquia. El 1627 és empresonat juntament amb Rafael de Biure. En esclatar la guerra entre els regnes de Castella i França (1635), Margarit segueix desobeint les directrius dictades des de Madrid, negant-se a reclutar soldats per les guerres d’Itàlia (1636), Leucata (1637) i Salses (1639).
Margarit aconsella a Dalmau de Queralt que rebutgi el càrrec de virrei de Catalunya (febrer de 1638), en pronosticar que aquesta responsabilitat l’enemistaria greument amb el poble català. De fet, el nomenament trenca de soca-rel les bones relacions que s'havien mantingut entre els dos parents. El març de 1638, en aparèixer assassinat un enemic de Margarit, Dalmau refusa les al·legacions del baró de Vallespinosa defensant la seva innocència.
En conèixer l’assassinat de Dalmau de Queralt, els veïns de Santa Coloma de Queralt no van voler celebrar una cerimònia fúnebre per por de represàlies dels segadors amotinats. Margarit va obligar la Vila a fer les exèquies.

## Guerra dels Segadors
Josep Margarit va ser el principal cap militar de les tropes francocatalanes durant la Guerra dels Segadors. El gener de 1641, la seva intervenció és decisiva perquè la Corona Hispànica no pugui alimentar les seves tropes en el setge de Barcelona, fet que va contribuir decisivament a la victòria en la batalla de Montjuïc. Posteriorment, va encarregar-se de la defensa del Camp de Tarragona comandant els miquelets. Aquest any té un paper protagonista en múltiples batalles: Valls, l’alliberament del cos del baró de Rocafort a Cambrils i de 400 presoners a Constantí, així com els combats a Montmeló, Vilafranca del Penedès i La Granada. Alguns estudiosos han apuntat que els seus èxits militars s'expliquen per la seva experiència en el camp del bandolerisme i la guerra de guerrilles. El setembre de 1641 forma part de l’ambaixada de la Diputació del General que segella el pacte de col·laboració amb Lluís XIII. Aproximadament un any més tard, envia Magí Sivillà a París com a emissari polític i tutor dels seus fills.
Les victòries militars de Margarit el converteixen el principal enemic a abatre per la Corona Hispànica. El 1642 impedeix que les tropes castellanes de Pedro de Aragón travessin el Principat per socórrer les forces de Felip III d’Aragó al Rosselló; també lidera la recuperació catalana de la Vall d’Aran (1643), organitza l’abastament de gra per abastir les tropes catalanes a Lleida (1646) i es converteix en el líder de la resistència en el setge de Barcelona (1651-52), negant-se a abandonar una ciutat infestada per la pesta. Capitulada la ciutat, lidera les incursions militars (Ponts, Solsona, Cardona, Ribelles, Cadaqués, La Seu Urgell) per recuperar el control del Principat. El Tractat dels Pirineus (1659) evaporà les esperances de Margarit de vèncer la Corona Hispànica.
Com a governador de Catalunya durant la Guerra dels Segadors, Margarit fou l’encarregat de garantir l’ordre públic i llimar les tensions entre els soldats francesos i la població catalana. Des d’aquesta responsabilitat, assumia les funcions de virrei en l’absència d’aquest càrrec. Margarit s'encarregà d’arrestar personalment l’oïdor militar Domènech Negrell (1649) i el militar Ferdinand de Marchin (1650). La seva acció determinada contra les tropes castellanes provocà que la Corona Hispànica l’intentés subornar i assassinar, a més de destruir el castell que tenia a Vallespinosa (1648). En vèncer les tropes castellanes, Margarit fou l’única persona que es va excloure del Perdó General emès pel rei Felip.
Margarit és l’autor de La relació fidel i exacta del setge de Barcelona fet pels espanyols els anys 1651 i 1652, una crònica encomanada per la reina regent Anna d’Àustria per dilucidar les causes de les tropes francocatalanes a la capital catalana.

## Descendència
Amb Maria de Biure de Cardona-Rocabertí, van tenir vuit fills: Rafaela (1622-a. 1671); Jacint (1624-v. 1635); Gaspar (1626-1656), que assolí el càrrec de coronel; Joan (1629-1701), marquès d’Aguilar; Josep (1630/4-1702), abat de Sant Martí de Canigó; Jaume (1635-1700), que també fou marquès d’Aguilar; Agnès, morta el 1652; i Beatriu (1638-1712).
En el testament dictat el 1684, fa hereu al seu fill Jaume, amb qui havia viscut els darrers quinze anys a Elna, Narbona i Sant Martí de Toques.